# 바르니에 정부
바르니에 정부(프랑스어: gouvernement Barnier)는 프랑스 제5공화국 시대의 프랑스의 제45대 현 정부이다. 에마뉘엘 마크롱 대통령이 9월 5일 총리로 미셸 바르니에를 임명하고 관리인 가브리엘 아탈을 대신해 2024년 9월에 창설됐다. 7월 총선에서 여당 연합이 최대 의회 블록으로서의 지위를 잃은 후, 아탈은 사임을 제출했지만 그의 후임자가 선택될 때까지 계속하라는 요청을 받았다.
9월 5일 바르니에는 에마뉘엘 마크롱의 초청을 받아 "통일 정부를 구성"했다.
국회 577석 중 212석에 불과한 중도우파 연합은 프랑스 역사상 가장 작은 소수 정부 중 하나로 시작되었으며, 국회에서 국민 집회와 같은 다른 정당의 지원에 의존해야 했다. 이번 취임은 또한 제5공화국에서 정부가 상원에서는 과반수를 차지했지만 국회에서는 그렇지 못한 최초의 기록이었다.